# Agata Kwiatkowska-Lubańska
Agata Beata Kwiatkowska-Lubańska (ur. 16 czerwca 1965 w Tarnowie) – polska projektantka wzornictwa przemysłowego, prorektor Akademii Sztuk Pięknych im. Jana Matejki w Krakowie.

## Życiorys
Jest absolwentką I Liceum Ogólnokształcącego im. Stefana Żeromskiego w Kielcach. W 1989 ukończyła studia na Wydziale Form Przemysłowych Akademii Sztuk Pięknych w Krakowie w Katedrze Przestrzeni i Barwy, broniąc pod kierunkiem Barbary Suszczyńskiej-Rąpalskiej pracę Projekt kolorystyki osiedla Rżąka Wielicka w Krakowie. W 2004, na podstawie napisanej pod kierunkiem Suszczyńskiej-Rąpalskiej rozprawy Barwa w kształtowaniu tożsamości marki w obliczu globalizacji działań firm, otrzymała stopień doktora w dyscyplinie wzornictwo. W 2020 habilitowała się na ASP w Krakowie, przedstawiając dzieło Projekty kolorystyki dla Fabryki Farb i Lakierów Śnieżka SA z lat 2017–2018.
Od 1989 zatrudniona na macierzystym Wydziale. Prowadziła zajęcia z wiedzy o barwie, projektowania przestrzeni i barwy, podstaw projektowania 2D+3D, projektowania komunikacji wizualnej. Pełniła bądź pełni szereg funkcji na uczelni: kierowniczka Pracowni Wiedzy o Barwie, prodziekan Wydziału Form Przemysłowych (2008–2012), członkini Senatu (2012–2020), Senackich komisji ds. Badań Naukowych i Wydawnictw, komisji ds. Współpracy Zagranicznej, prorektor ds. badań i ewaluacji (2020–2024). Była także kierowniczką Zakładu Wzornictwa w Państwowej Wyższej Szkole Zawodowej w Tarnowie (2012–2018).
Autorka prac naukowych z dziedziny wiedzy o barwie i projektowania kolorystyki oraz uczestniczka międzynarodowych zespołów badawczych, członkini Study Group on Environmental Colour Design (ECD) International Colour Association (AIC), Gruppo del Colore – Associazione Italiana Colore. Redaktorka ds. colour design wydawanego w Mediolanie czasopisma „Colour Culture and Science Journal”.
Pracuje także jako specjalistka z zakresu projektowania kolorystyki, trendów barwnych oraz opracowywania wzorników i palet barw dla biznesu (np. Śnieżki) oraz instytucji publicznych. W 2011 brała udział w pracach ministerialnego zespołu ds. zapisu barw Polski. W latach 2001–2002 członkini zespołu redakcyjnego kwartalnika „2+3D”. Organizatorka konferencji Dzień Barwy w Krakowie (2013, 2017, 2018, 2019) oraz międzynarodowych konferencji Designing Designers (2014) i Colour Culture Science (2016). Członkini założycielka Polskiego Stowarzyszenia Barwy.

## Odznaczenia i wyróżnienia
- Brązowy Krzyż Zasługi (2013)[8]
- Medal Komisji Edukacji Narodowej (2017)[2]
- Srebrny Krzyż Zasługi (2018)[2]
- Nagrody II (2012) i III (2015) st. Rektora ASP w Krakowie[2]
- Nagroda Rektora Państwowej Wyższej Szkoły Zawodowej w Tarnowie (2014)[2]